# مقاطعة راندال (تكساس)
مقاطعة راندال (بالإنجليزية: Randall  County) هي إحدى المقاطعات في ولاية تكساس، الولايات المتحدة الأمريكية.